# Elizabeth Allan
Elizabeth Allan (ur. 9 kwietnia 1910  zm. 27 lipca 1990) – brytyjska aktorka filmowa.

## Wybrana filmografia
- 1934: Ludzie w bieli jako Barbara
- 1935: David Copperfield jako Clara Copperfield
- 1935: Znak wampira jako Irena Borotyn
- 1935: Opowieść o dwóch miastach jako Lucie Manette
- 1936: Dama kameliowa jako Nichette
- 1951: Nie ma autostrad w chmurach  jako Shirley Scott